# Bezsenność (film)
Bezsenność (ang. Insomnia) – film fabularny z 2002 roku w reżyserii Christophera Nolana. Hollywoodzki remake norweskiego filmu Erika Skjoldbjærga Insomnia (1997). Zdjęcia powstawały w Kanadzie (prowincja Kolumbia Brytyjska: fiord Indian Arm oraz miasta Port Alberni, Squamish, Stewart oraz Vancouver) i w USA (miasteczka Hyder i Valdez w stanie Alaska).

## Opis fabuły
Will Dormer, doświadczony śledczy, wraz ze swoim partnerem Hapem, jedzie na Alaskę. Ma się tam zająć sprawą brutalnego zabójstwa siedemnastoletniej dziewczyny. Dormer już po krótkim czasie wpada na trop zabójcy, jednak ten wydaje się być znacznie sprytniejszy, niż śledczy podejrzewał.

## Obsada
- Al Pacino jako Will Dormer[2]
- Robin Williams jako Walter Finch
- Hilary Swank jako Ellie Burr
- Maura Tierney jako Rachel
- Jonathan Jackson jako Randy Stetz
- Martin Donovan jako Hap Eckhart
- Katharine Isabelle jako Tanya Francke

## Powieść
Robert Westbrook zaadaptował scenariusz Bezsenności na powieść, którą wydało Onyx w maju 2002.